# Harold H. Joachim
Harold Henry Joachim (* 28. Mai 1868 in London; † 30. Juli 1938 in Croyde, Devon) war ein englischer Philosoph, der heute vor allem noch durch seine Fassung der Kohärenztheorie der Wahrheit bekannt ist, die er in seinem Hauptwerk The Nature of Truth (1906) darlegte.
Joachim gehörte wie sein Lehrer Francis Herbert Bradley der Schule des Britischen Idealismus an. Von 1919 bis 1935 nahm er einen Lehrstuhl für Logik an der Universität Oxford ein. Joachim war ein Neffe des Violinisten Joseph Joachim.

## Leben
Harold Henry Joachim war der älteste Sohn des nach London emigrierten ungarischen Wollhändlers Heinrich Joachim, eines Bruders des Violinisten Joseph Joachim. Seine Mutter war Ellen geb. Smart, eine Verwandte des Dirigenten George Smart. Er wurde an der Harrow School und am Balliol College in Oxford ausgebildet, wo er Schüler von Richard Lewis Nettleship war. 1890 erhielt er ein Preis-Stipendium am Merton College und wurde 1892 Philosophielehrer an der University of St Andrews. Nach seiner Rückkehr nach Oxford – 1894 – wurde er Dozent am Balliol College, bis er 1897 Fellow und Tutor am Merton College wurde. 1907 heiratete er Elisabeth Joachim (1881–1968), die jüngste Tochter seines Onkels Joseph Joachim. 1919 erhielt er eine Professur für Logik der Universität von Oxford, als Nachfolger des Realisten John Cook Wilson, die er bis zu seinem Tod innehatte. Während seiner Zeit in Oxford unterrichtete er den amerikanischen Dichter T.S. Eliot. Joachim war selbst ein talentierter Geiger. 1922 wurde er zum Mitglied (Fellow) der British Academy gewählt.

## Die Natur der Wahrheit
Joachims Buch The Nature of Truth gilt als die klassische Zusammenfassung der Kohärenztheorie der Wahrheit. Es beginnt mit einer Auseinandersetzung mit der Korrespondenztheorie (oder dem, was Joachim dafür hält) und insbesondere der Positionen Russells und Moores, die sich gerade anschickten, die vorherrschende Stellung der britischen Form des Idealismus anzugreifen. Es folgt die positive Bestimmung der Wahrheit, die als Konsequenz hat, dass Aussagen nur zu einem gewissen Grade wahr sein können und schließlich erläutert er, was im Rahmen seiner Theorie unter Irrtum zu verstehen sei.

### Kritik der Korrespondenztheorie
Für Joachim, wie für den Britischen Idealismus insgesamt, liegt das Hauptproblem der Korrespondenztheorie in der Voraussetzung von Externen Relationen, die er „meaningless and impossible“ (NT 11), an anderer Stelle als „name for the problem to be solved“ (NT 49) bezeichnet. Kurz gesagt lautet die Kritik, wenn A und B in einer Beziehung zueinander stehen „they are eo ipso interdependent features of something other than either of them singly.“ (NT 12).
Wahrheit, so sagt er, ist nach der Korrespondenztheorie, eine festgelegte Relation zwischen zwei unterschiedlichen Faktoren, und diese Relation bestehe „für“ einen Geist (mind). (NT 8) Jedes Element der einen Seite stehe in einer Eins-zu-Eins-Beziehung zu einem Element der anderen Seite. Genau darin sieht Joachim aber das Problem: „There is no 'correspondence' between two 'simple beings', nor between elements of wholes considered as 'simple beings', i.e. without respect to the systematization of their wholes.“ (NT 10)
Eine weitere Schwierigkeit glaubt Joachim in der Rolle des Geistes zu sehen, da er entweder selbst einer der Korrespondenzfaktoren sein müsse oder in ihm ein Erkennen der korrespondierenden Faktoren stattfinden müsse. (NT 13) Joachim macht sich selbst den Einwand, dass Wahrheit auch in der bloßen Korrespondenz der beiden Faktoren bestehen könne, dass das Erkennen ein rein psychisches Problem sein könne. In diesem Fall machen wir die Wahrheit nicht, wir finden sie nur, und unser Finden ist irrelevant für das Bestehen der Wahrheit. (Ein paar Jahre später wird der frühe Ludwig Wittgenstein des Tractatus Logico-Philosophicus genau diese Position einnehmen.) Für Joachim ist das aber, und auch das kann als Dogma des Idealismus betrachtet werden, keine Alternative: Wahrheit ist nur Wahrheit, insofern sie erkannt wird. Dass die Summe der Winkel eines Dreiecks gleich der Summe zweier rechter Winkel ist, sei zwar eine Wahrheit unabhängig davon, ob sie erkannt wird, sagt er, aber fügt sofort hinzu, wenn der Gedanke nicht „für“ einen Geist sei, dann „sei“ er gar nicht. (NT 14)

### Kohärenz
Seine positive Definition von Wahrheit lautet: Alles ist wahr, was erfasst werden kann. („Anything is true which can be conceived.“ - NT 66) Erfassbarkeit bedeutet „systematische Kohärenz“ und ist die bestimmende Eigenschaft eines „signifikanten Ganzen“. (NT 68) Kohärenz ist dabei nicht zu verwechseln mit Konsistenz, betont Joachim ausdrücklich: „The consistent, in short, need be neither true nor good: but the good and the true must be consistent“. (NT 74) Konsistenz ist notwendige aber nicht hinreichende Bedingung für Wahrheit.

### Grade der Wahrheit
Das „signifikante Ganze“, das allein im vollen Sinn „wahr“ sein kann, so postuliert er, ist „absolute Individualität“, die „komplette ganze Erfahrung“, und darum ist Wahrheit ein Ideal, welches als solches und in Gesamtheit niemals menschliche Erfahrung sein kann. (NT 79) Wahrheit, insofern sie „erfasst“ wird, ist darum immer nur zu einem Teil wahr. Und umgekehrt, was „erfasst“ wird, ist immer auch zum Teil wahr. Mit anderen Worten, nach der Kohärenztheorie der Wahrheit, wie sie von Joachim und dem Britischen Idealisten propagiert wird, ist kein Urteil gänzlich wahr, aber auch keines ganz und gar falsch.
Es ist vor allem diese Ansicht, die bis heute zum Widerspruch reizt. Warum zum Beispiel ist die Aussage, dass Cäsar im Jahre 49 vor Chr. den Rubikon überquerte nur teilweise wahr?
Joachim versucht darauf eine Antwort zu geben. Die „rohe Tatsache“ („brute fact“), dass Cäsar den Rubikon überschritt, sei erfüllt von Bedeutung („pregnant with significance“), durch die konkrete politische Situation. Wir haben es nicht mit einem umhüllten, soliden, eindeutigen Komplex von Bedingungen zu tun. Cäsar wurde von widersprüchlichen Motiven, persönlichem Ehrgeiz und Patriotismus, getrieben. Es handelt sich nicht um das bloße Überqueren eines Flusses durch einen abstrakten Mann.
Aber, so sagt Joachim, man wird entgegnen, die rohe Tatsache bleibt bestehen: Cäsar hat den Rubikon überschritten. Genau darum ist die Aussage nach Joachim auch nicht falsch. „I am only denying that ... it is wholly or absolutely true.“ (NT 108) Im Kontext einer Biographie hat der Satz eine andere Bedeutung als in einer Geschichte der Römischen Republik. In beiden Kontexten hat der Satz eine bestimmte Bedeutung, aber die Bedeutung der „isolierten“ Tatsache steht nicht Seite an Seite mit anderen Elementen der Tatsache, so wie ein Sandkorn in einem Sandhaufen neben anderen, sondern eher wie eine erste Hypothese in der ausgeprägten wissenschaftlichen Theorie steht.
Für den Schüler, so ein anderes seiner Beispiele, der die Multiplikationstabelle auswendig lernt, besitzt die Aussage „3 × 3 = 9“ wahrscheinlich ein Minimum an Bedeutung, für den Mathematiker ist sie hingegen womöglich eine Abkürzung für das gesamte mathematische Wissen der Zeit. (NT 93) Genauso hat die Aussage über Cäsar von einem Historiker eine andere Bedeutung und darum auch einen anderen Wahrheitsgrad als für den Schüler, der sie in einem Multiple Choice Test ankreuzt.
Dass die Bedeutung eines Satzes den Grad der Wahrheit bestimmt, macht ein anderes Beispiel Joachims deutlich. „Der Wal ist ein Säugetier.“ Das sei eben keine Behauptung einer De-facto-Koinzidenz von Prädikat und Subjekt, sondern es bedeute „wenn Wal, dann Säugetier“. Vollständige Bereinigung konvertiert einen Satz in die Bestätigung einer reziproken notwendigen Implikation. (NT 109) Ebenso, wenn ich die vollständige Bedeutung von „Cäsar“ kenne, dann ist seine Überquerung des Rubikons (wenn sie denn stattgefunden hat) in der Bedeutung enthalten. Da wir die vollständige Bedeutung aber nicht kennen (nicht allwissend sind), so erhellen sich Subjekt und Prädikat gegenseitig.

### Irrtum
Wenn kein Satz (kein Urteil) aber absolut wahr ist, und keiner absolut falsch (solange er erfasst werden kann), was ist dann unter Irrtum zu verstehen? Dass Cäsar den Rubikon nicht überschritten hat, oder dass der Mond aus grünem Käse besteht, hat nach Joachim auch einen gewissen Wahrheitsgrad, der sich nur aus Mangel an Kohärenz mit unterstützenden Urteilen als gegenüber gegensätzlichen Aussagen unterlegen erweist. Das Urteil, dass 2+3=6 ist, ist als solches, so Joachim, nicht falsch, so wie eine Straße per se und ohne Bezug auf ein Ziel des Reisenden nicht falsch sein kann. Das Urteil ist falsch, weil seine Bedeutung Teil eines Kontextes von Bedeutung ist und mit anderen Teilen kollidiert. (NT 143)
Ein Irrtum („error“) dagegen ist eine Form von Ignoranz, die sich als unbezweifelbares Wissen darstellt „or that form of false thinking which unhesistatingly claims to be true, and in so claiming substantiates and completes its falsity.“ (NT 142)
Zweifellos, so behauptet Joachim, gäbe es einen Sinn, in dem Irrtum näher an Wahrheit ist, als bloße Ignoranz. (So wie auch das Verbrechen ein moralischer Fortschritt gegenüber der Unschuld ohne dem Wissen über Gut und Böse sei. - NT 145)
Joachim beendet seine Abhandlung mit der Frage nach der Wahrheit seiner Kohärenztheorie. Da kein Urteil und kein System von Urteilen absolut wahr sein kann, ist auch seine Theorie nicht wahr qua kohärent. (NT 176) Er glaubt zwar, sie sei so wahr wie eine Theorie nur sein könne, gesteht aber ein negatives Ergebnis seiner Untersuchung ein. (NT 178, 179)

## Werke
- Study of the Ethics of Spinoza (Ethica Ordine Geometrico Demonstrata), Oxford 1901 (Digitalisat)
- The Nature of Truth, Oxford 1906 (Digitalisat)
- Aristotle on Coming-To-Be & Passing-Away, Oxford 1922 (Digitalisat)
- Logical Studies, Oxford 1948 (Digitalisat)